# Shōren-in

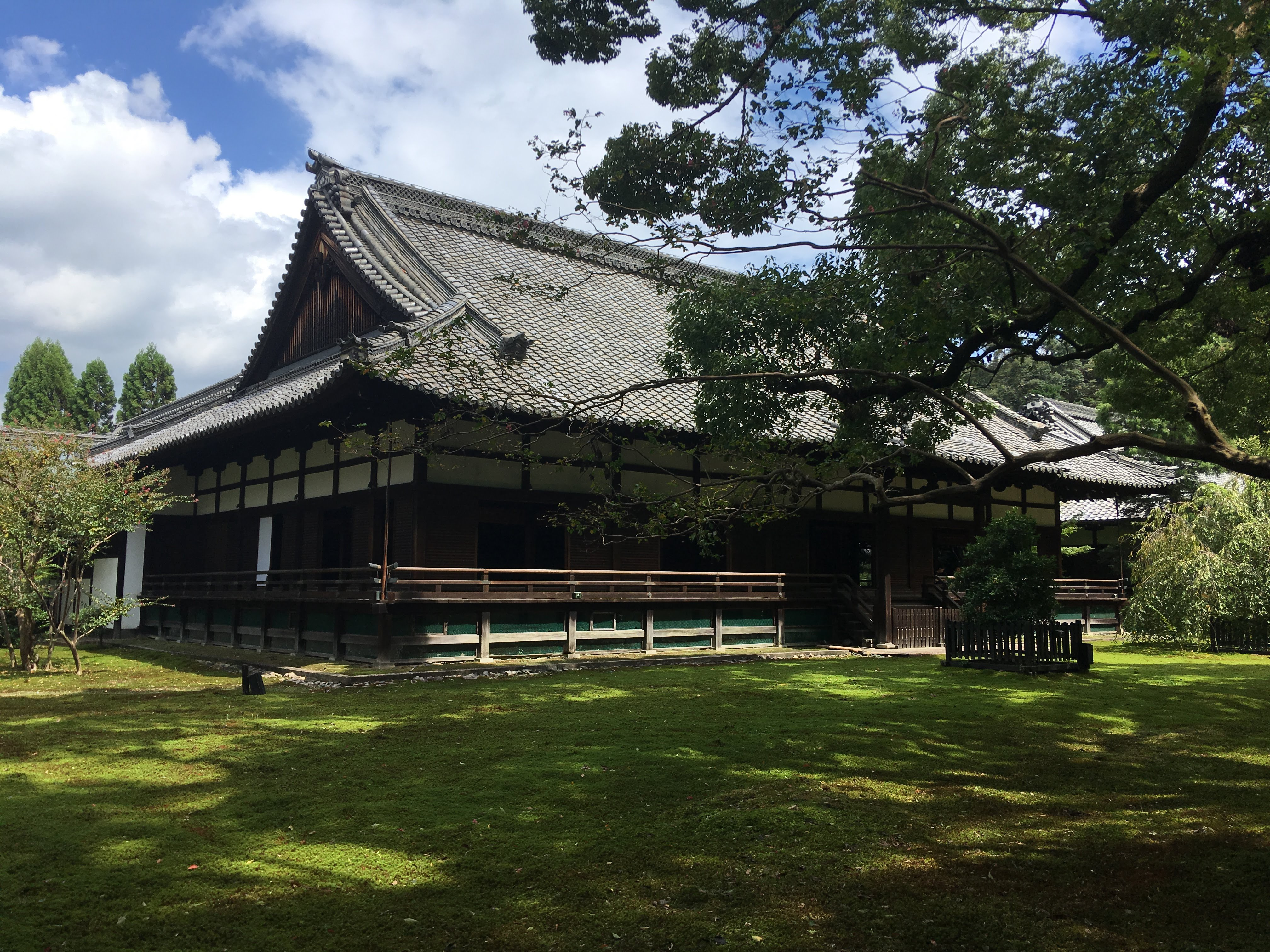
Cour d'accès de Shinden.

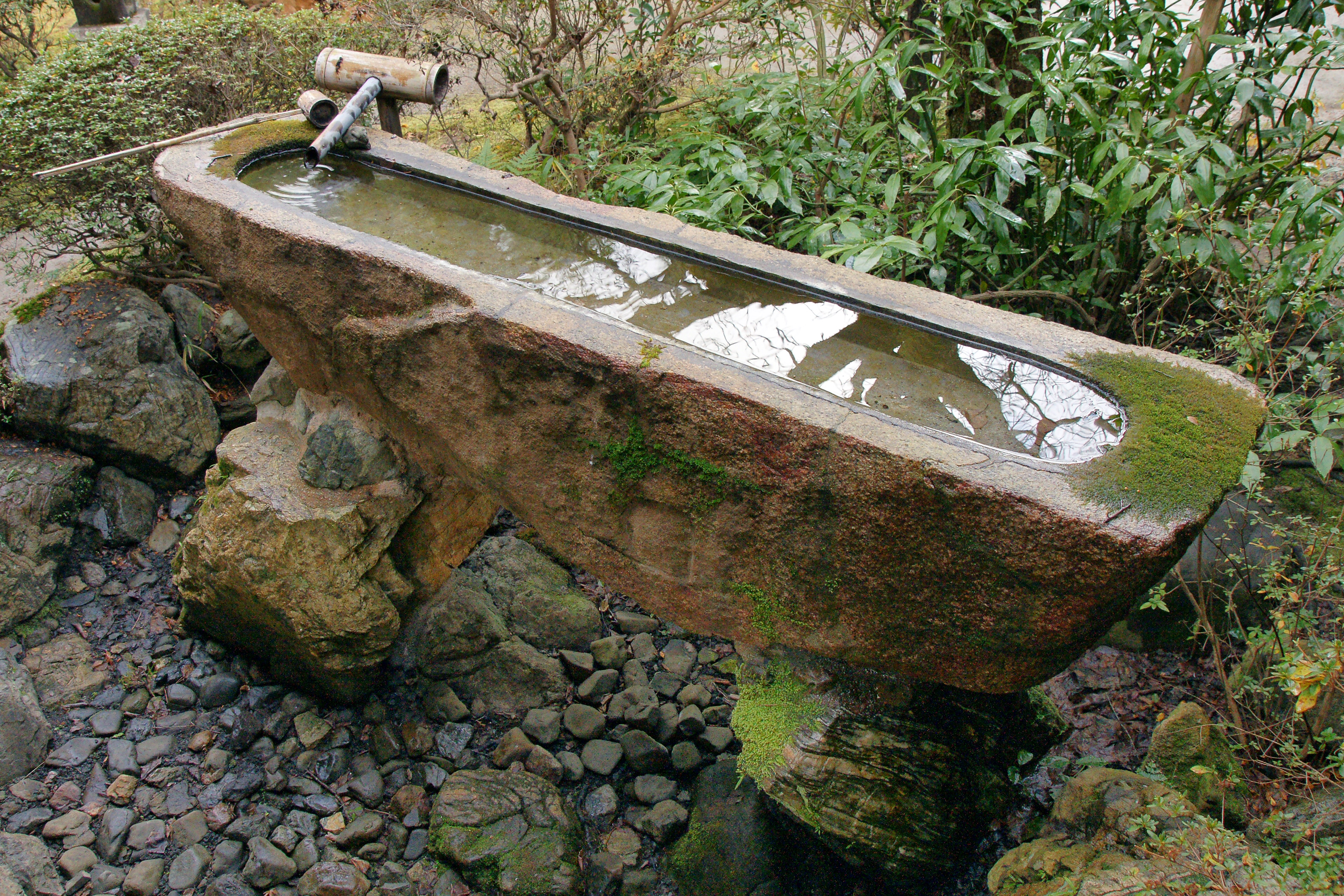

Le Shōren-in (青蓮院) est un temple bouddhiste situé dans l'arrondissement de Higashiyama-ku à Kyoto au Japon. Aussi connu sous le nom « palais Awata », il date de la fin du XIIIe siècle.
Le Shōren-in est un temple mortuaire pour la maison impériale. S'y trouve le tombeau officiel de l'empereur Hanazono.

## Histoire
Le Shōren-in est fondé à l'époque de Heian. Il était autrefois le temple de l'abbé impérial du siège de la secte Tendai au mont Hiei. L'abbé doit être choisi parmi la famille impériale ou la haute aristocratie de cour.
Après le grand incendie de Kyoto de 1788, il est utilisé comme palais impérial temporaire. La salle principale est reconstruite en 1895.
Le complexe du temple contient un jardin où se trouvent un massif de camphriers (kusonoki) âgés de huit cents ans et un bassin rempli de larges pierres et alimenté par une petite chute d'eau.
Jūrakuin no ue no misasagi : l'empereur Hanazono à être consacré[pas clair] dans un mausolée impérial à Shōren-in. Il s'appelle Jūrakuin no ue no misasagi (十樂院上陵).

## Galerie

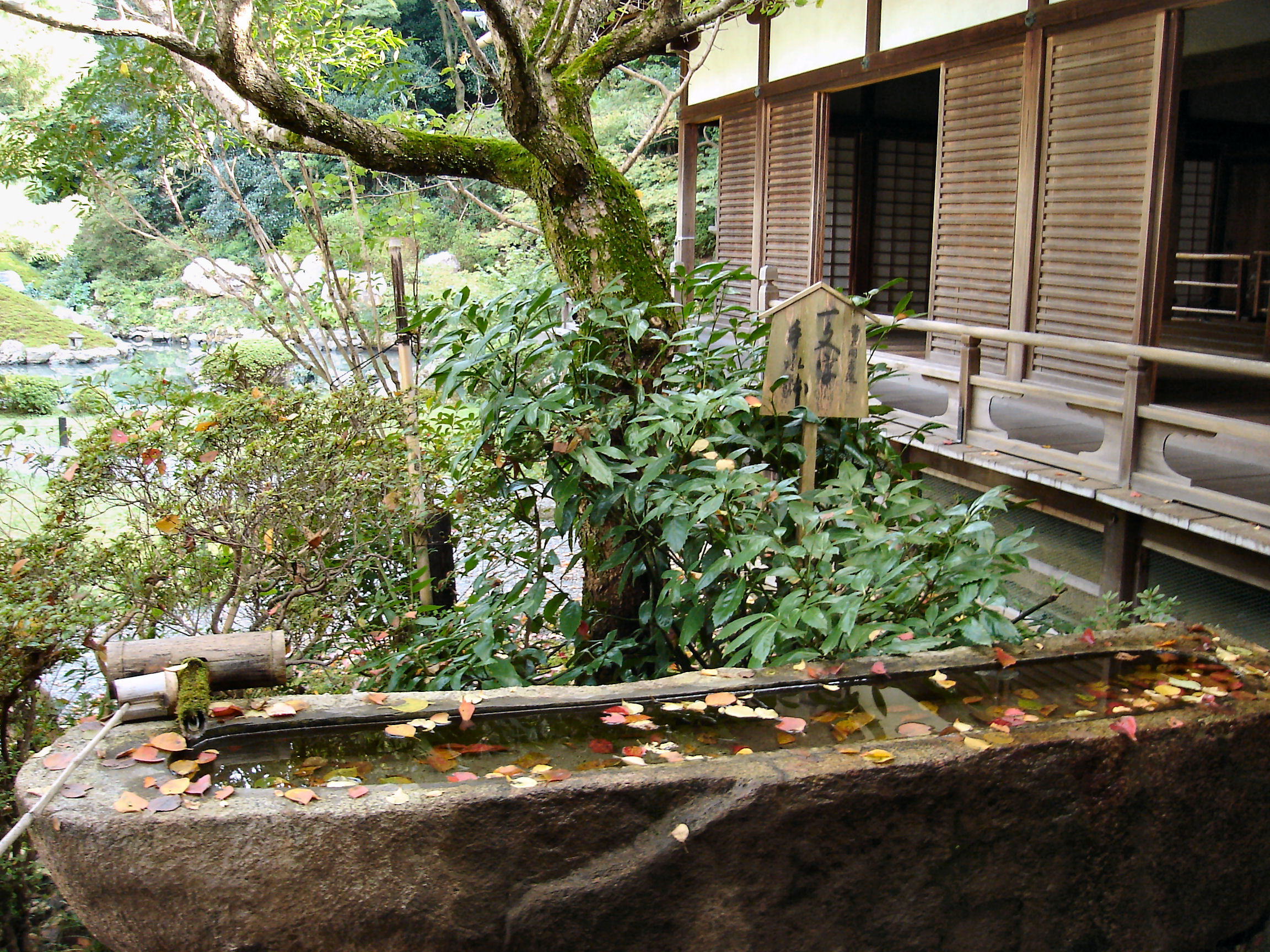
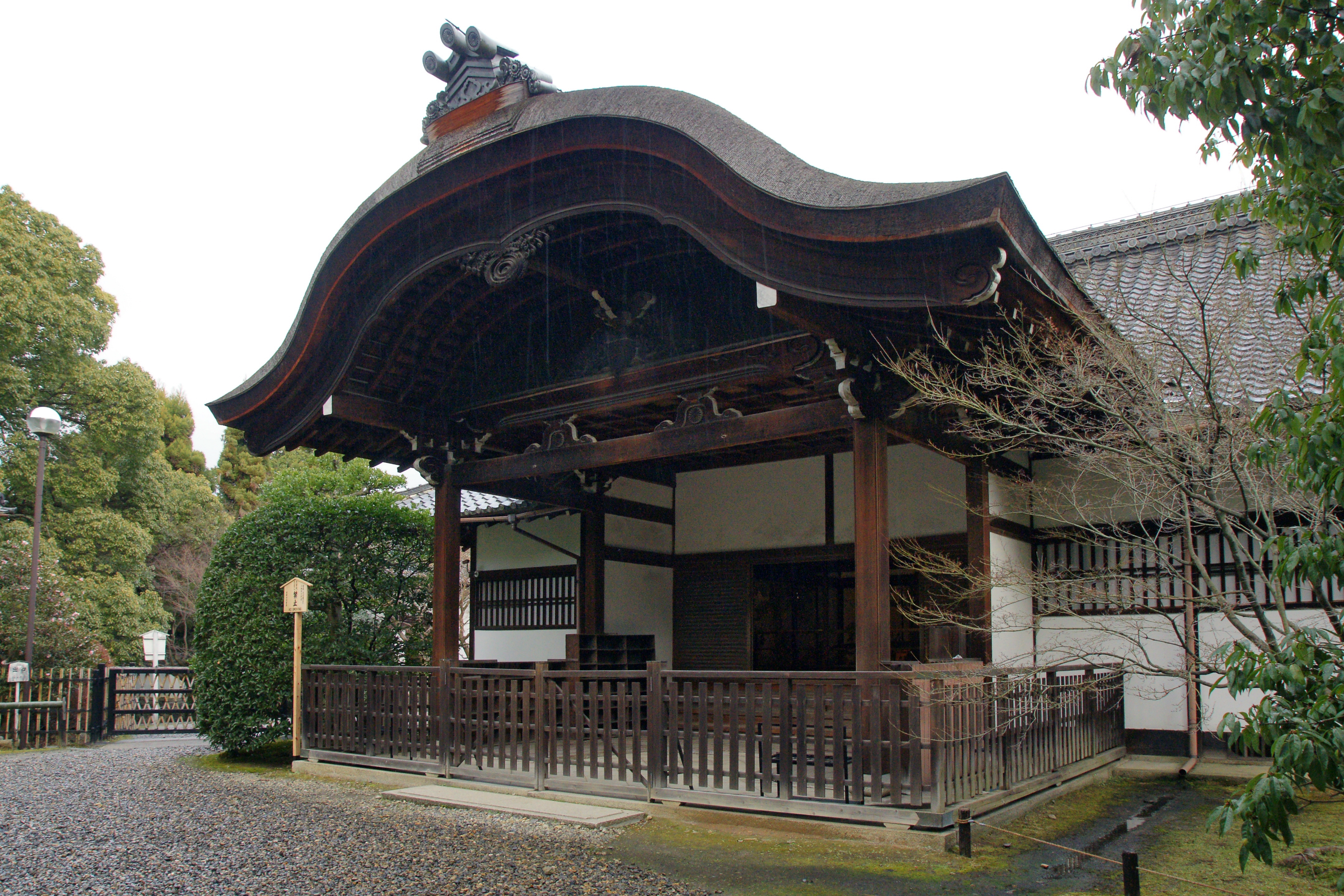
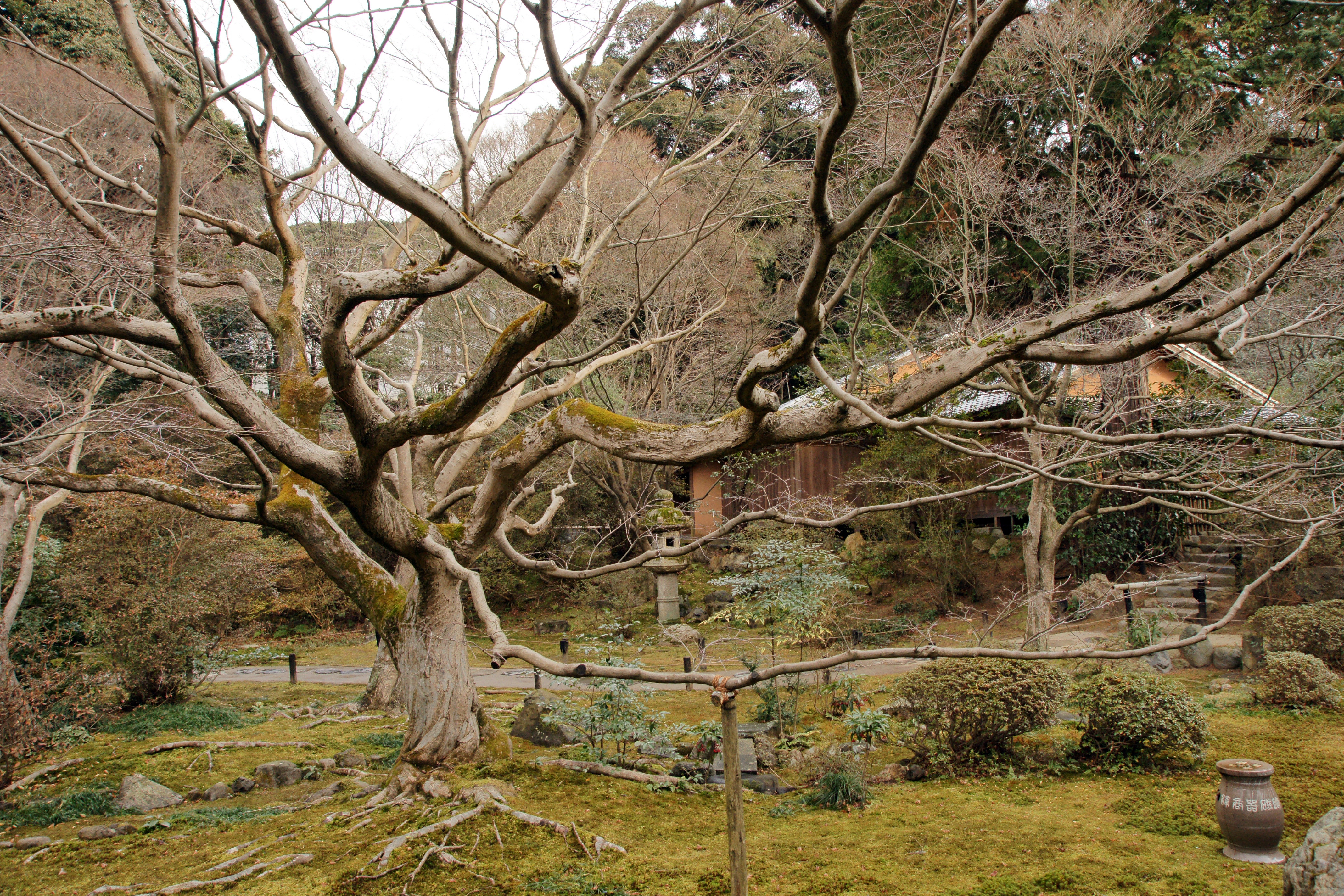
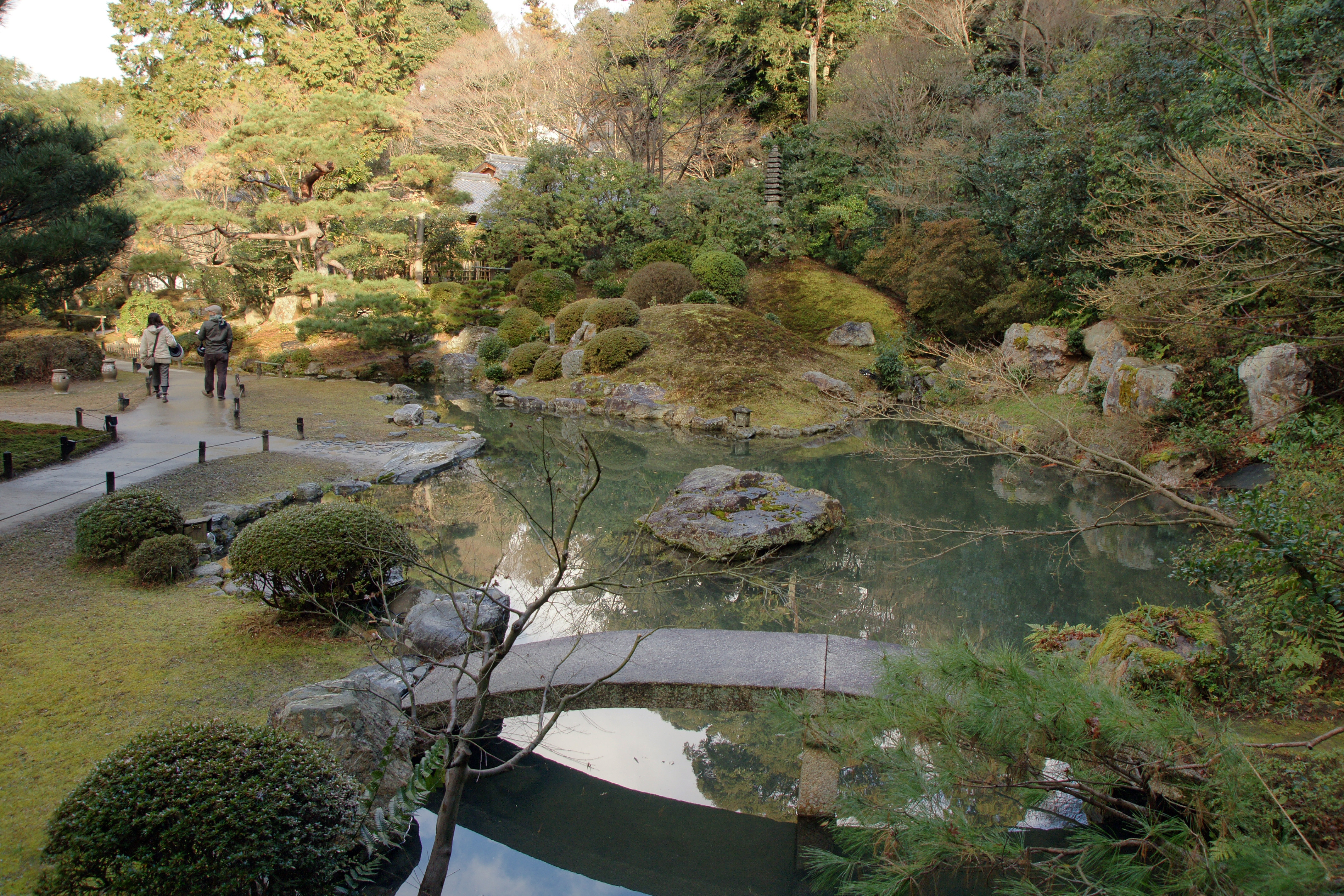
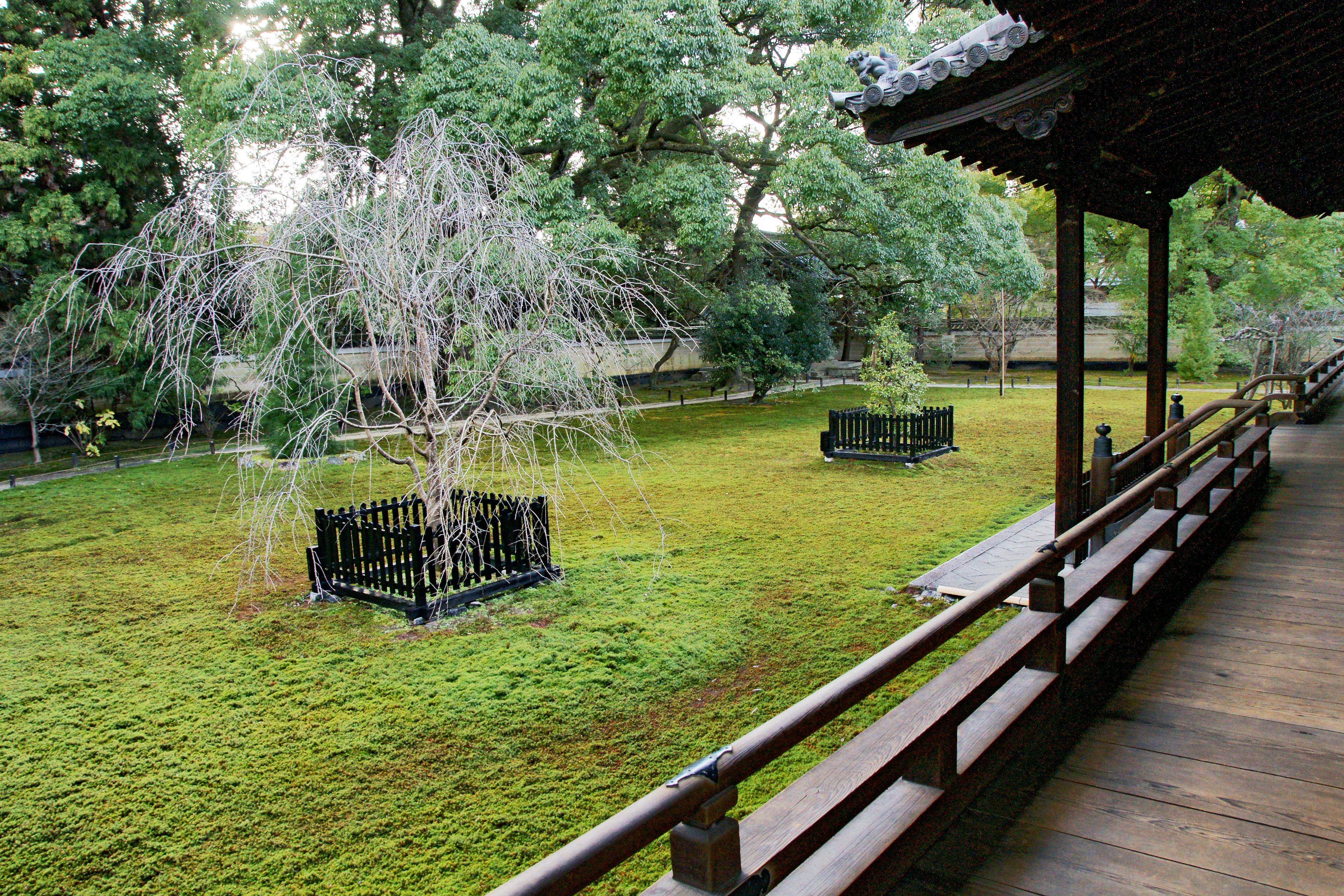
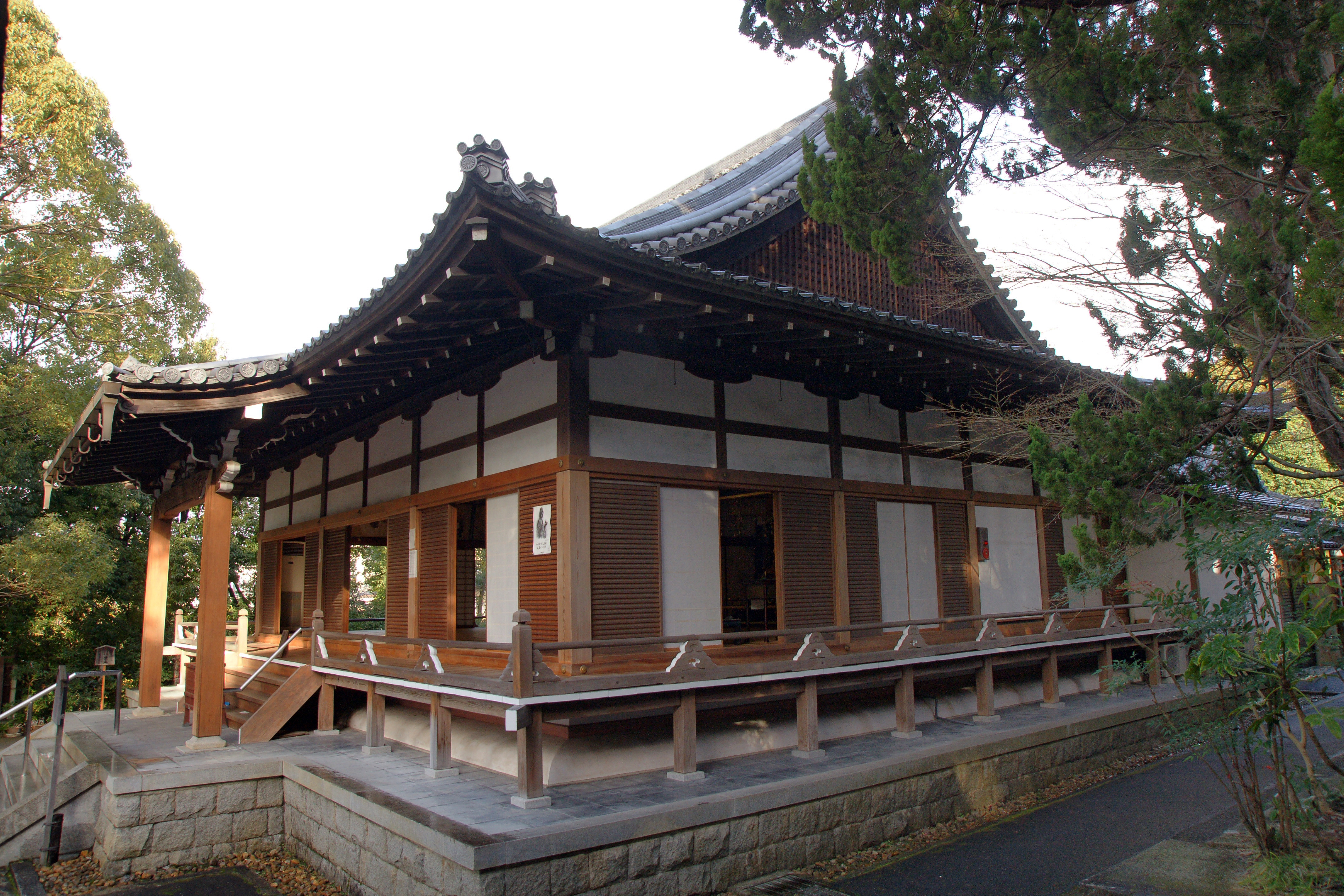
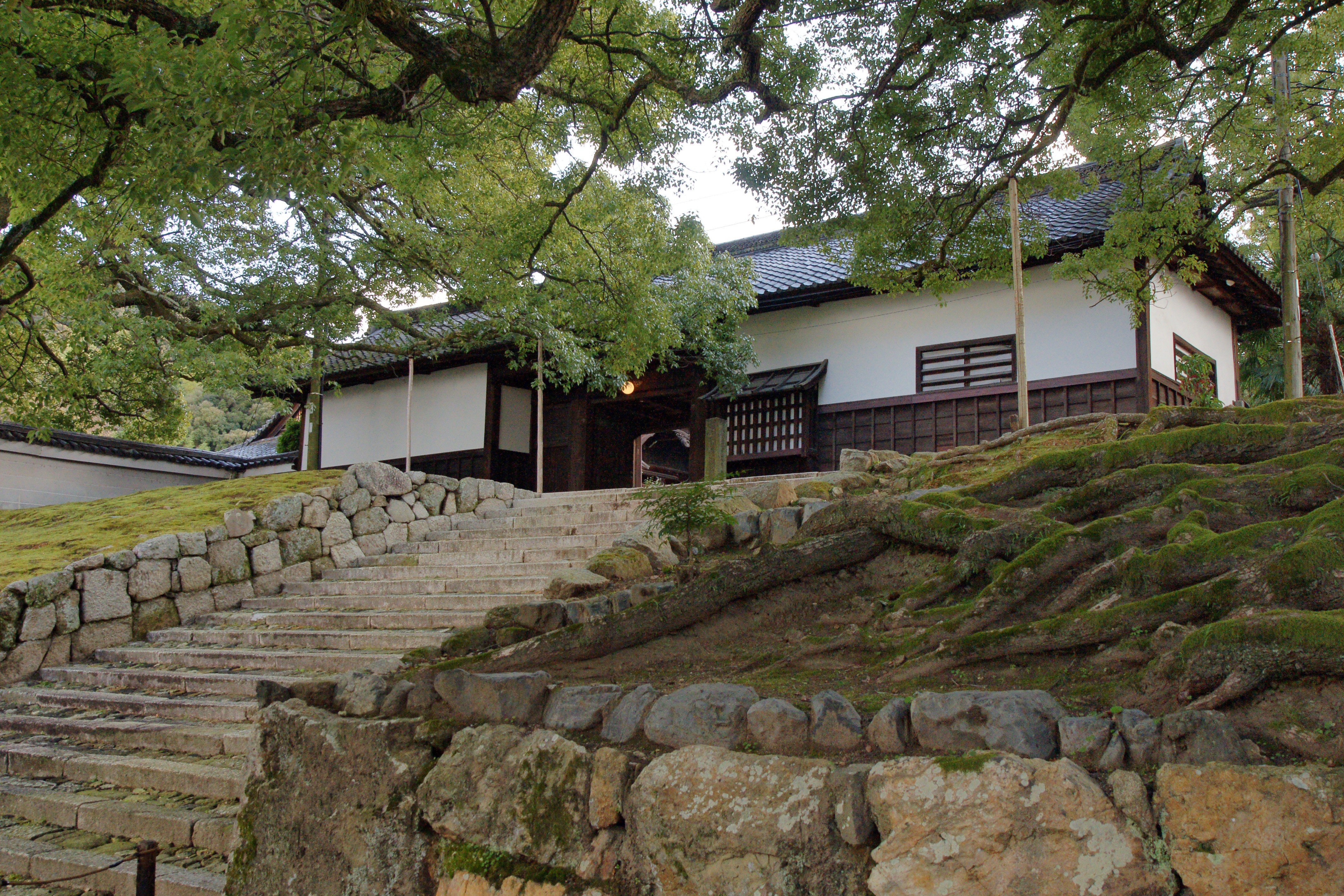
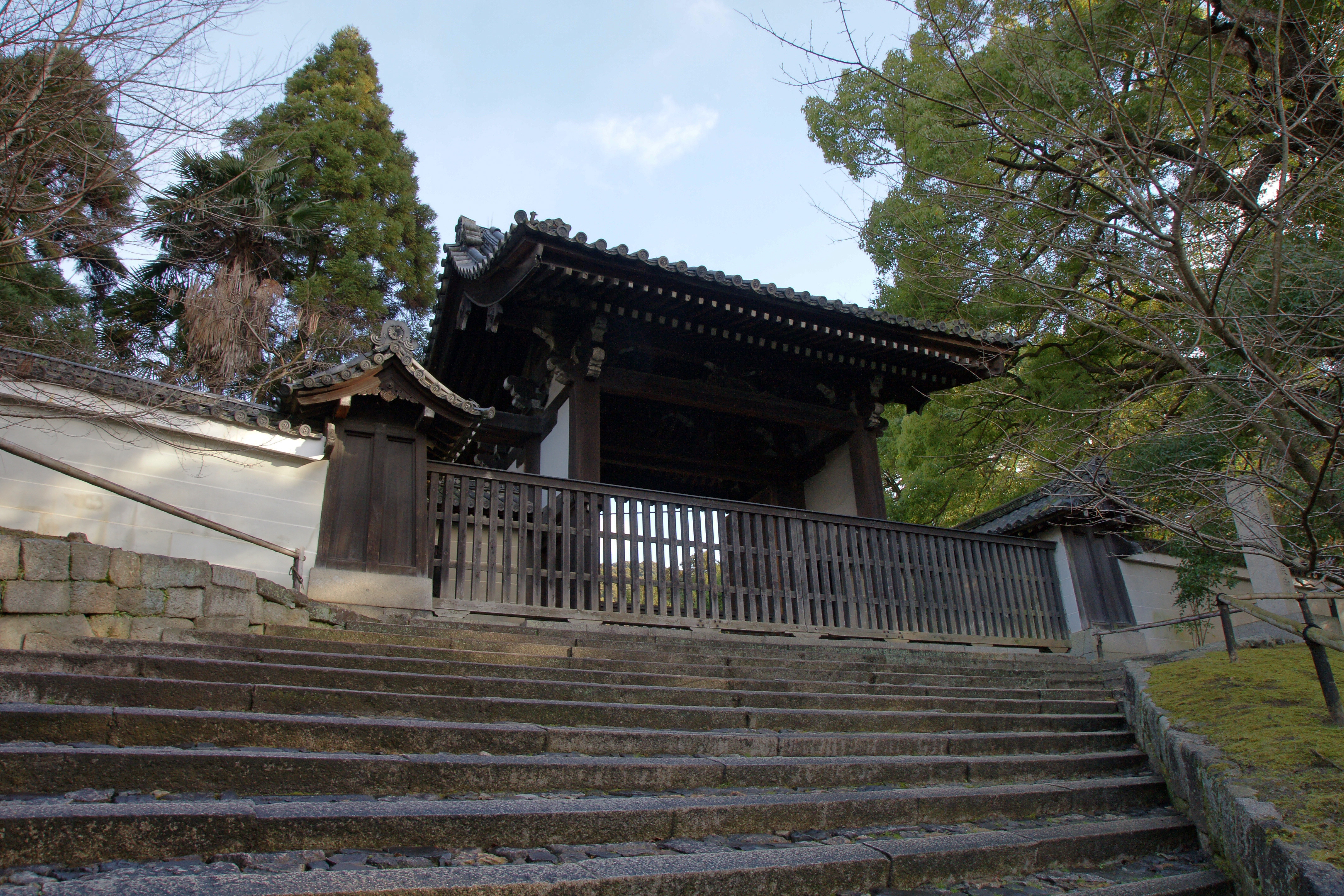